# Need for Speed: Hot Pursuit 2
Need for Speed: Hot Pursuit 2 is een computerspel dat werd ontwikkeld en uitgegeven door Electronic Arts. Het spel behoort tot de Need for Speed serie en kwam in 2002 uit voor de GameCube, PlayStation 2, Xbox en Microsoft Windows. Het spel is een racespel waarbij de speler kan kiezen tussen een parcours zo snel mogelijk afleggen of uit handen van de politie blijven. Het is mogelijk verschillende auto's te kiezen, zoals: Ferrari F50, Porsche 911, Ford, Corvette, BMW Z8, Lotus, Mercedes, Aston Martin V12 Vanquish en de McLaren F1. Bij dit spel droeg EA Black Box voor het eerst bij aan de Need for Speed-reeks. In het spel ontbreken opties die in voorgaande delen wel aanwezig waren, zoals een gesplitst scherm voor races met twee personen, een dashboard-camerastandpunt en herhalingen die men kon opslaan. Mogelijkheden voor LAN-multiplayer zijn vervangen door een koppelsysteem van EA.com op het internet. Het spel was de eerste Need For Speed met commerciële muziek, en geen inhouse gecomponeerde muziek meer zoals in de vorige delen.

## Parcours
Het spel bevat veel veel verschillende parcoursen die voeren langs openbare-weg-omgevingen met oversteekplaatsen bij rivieren, watervallen, stranden, vulkanen en bosbranden. Het spel kent de volgende parcoursen:
- Alpine Trail
- Autumn Crossing
- Calypso Coast
- Coastal Parklands
- Desert Heat
- Fall Winds
- Island Outskirts
- Mediterranean Paradise
- National Forest
- Outback
- Palm City Island
- Rocky Canyons
- Scenic Drive
- Tropical Sunset / Tropical Circuit
- Wine Country / Ancient Ruins

## Ontvangst
Het spel werd positief ontvangen:
| Beoordeeld door        | Jaar | Platform      | Score |
| ---------------------- | ---- | ------------- | ----- |
| Gaming Target          | 2002 | PlayStation 2 | 96%   |
| Game Revolution        | 2002 | PlayStation 2 | 91%   |
| 4Players.de            | 2002 | PlayStation 2 | 88%   |
| Game Informer Magazine | 2002 | PlayStation 2 | 88%   |
| Consoles Plus          | 2002 | GameCube      | 84%   |
| PC Zone Benelux        | 2002 | Windows       | 83%   |
| UOL Jogos              | 2002 | Windows       | 80%   |
| GameCell UK            | 2003 | PlayStation 2 | 80%   |
| GameZone               | 2002 | Xbox          | 78%   |
| Netjak                 | 2002 | GameCube      | 60%   |

The Need for Speed · II · III: Hot Pursuit · Road Challenge · Porsche 2000 · Hot Pursuit 2 · Underground · Underground 2 · Underground Rivals · Most Wanted (2005) · Carbon · Pro Street · Undercover · Nitro · Shift · World · Hot Pursuit (2010) · Shift 2: Unleashed · The Run · Most Wanted (2012) · Rivals · Need for Speed · Payback · Heat · Unbound